# West (efternamn)
West är ett efternamn. 

## Personer med efternamnet West
- Alan West, Baron West of Spithead
- Anthony West
- Benjamin West
- Billy West
- Cornel West
- Curt West (född 1959), finländsk författare och läkare
- David West (basketspelare)
- Dominic West (född 1969), brittisk skådespelare
- Franz West
- Fred West
- Gladys West (född 1930), amerikansk matematiker och programmerare
- Hedy West
- Helga West (född 1986), samisk poet från Finland
- Jemima West
- Jeremy West
- Jerry West (basketspelare)
- John C. West
- Joseph R. West
- Josh West
- Junius Edgar West
- Kanye West (född 1977), amerikansk rappare
- Keith West
- Kieran West
- Kim Kardashian
- Kurt West
- Lawrence West
- Leslie West
- Mae West
- Martin Litchfield West
- Mike West (född 1964), kanadensisk simmare
- Morris L. West
- Nathanael West
- Oskar West
- Oswald West
- Rebecca West
- Richard West
- Samuel West
- Shane West
- Simon West
- Suvi West
- Taribo West
- Thomas West, 3:e baron De La Warr
- Ti West
- Timothy West
- Togo West (1942–2018), amerikansk jurist och politiker
- Ulla West
- Werner West (1890–1959), finländsk inredningsarkitekt och möbelformgivare